# Rectolejeunea queenslandica
Rectolejeunea queenslandica là một loài Rêu trong họ Lejeuneaceae. Loài này được (B. Thiers) X.-L. He miêu tả khoa học đầu tiên năm 1997.